# Pietro Fumasoni Biondi
Pietro Fumasoni Biondi (4 de setembro de 1872 - 12 de julho de 1960) foi um cardeal italiano da Igreja Católica Romana que serviu como prefeito da Sagrada Congregação para a Propagação da Fé na Cúria Romana de 1933 até sua morte, e foi elevado à cardinalato em 1933.

## Biografia
Fumasoni Biondi nasceu em Roma do aristocrático Filippo e Gertrude (nascida Roselli) Fumasoni Biondi; ele tinha uma irmã que entrou nas Irmãs Missionárias do Sagrado Coração de Jesus e ficou conhecida como Madre Gertrude. Depois de estudar no Pontifício Seminário Romano, ele foi ordenado para o sacerdócio pelo cardeal Lucido Parocchi em 17 de abril de 1897. De 1897 a 1916, ele era um professor na Pontifícia Universidade Urbaniana e, em seguida, um funcionário da Sagrada Congregação para a Propagação da Fé.
Em 14 de novembro de 1916, Biondi foi nomeado Delegado Apostólico para as Índias Orientais e Arcebispo Titular de Dioclea. Recebeu sua consagração episcopal no dia 10 de dezembro do cardeal Domenico Serafini, O.S.B., com os bispos Joseph Legrand, C.S.C., e Agostino Zampini, OSA, servindo como co-consagradores, na capela da Universidade Urbaniana. Neste posto, ele tentou ativamente melhorar as relações entre o Vaticano e o Imperador do Japão.[2] Biondi foi posteriormente nomeado Delegado Apostólico para o Japão em 6 de dezembro de 1919, Secretário da Congregação para a Propagação da Fé em 14 de junho de 1921 e Delegado Apostólico para os Estados Unidos em 14 de dezembro de 1922. Em 1927, ele declarou que o Vaticano tinha nenhum interesse na campanha presidencial de Al Smith, o governador católico de Nova York.
O Papa Pio XI criou-o Cardeal-Sacerdote de Santa Croce in Gerusalemme no consistório de 13 de março de 1933, com antecedência para sua nomeação como Prefeito da Sagrada Congregação para a Propagação da Fé, três dias depois, em 16 de março. O Cardeal Fumasoni Bondi serviu como legado papal ao Congresso Eucarístico Nacional em Teramo em 20 de agosto de 1935. Ele foi um dos cardeais eleitores que participaram do conclave papal de 1939, e novamente no conclave de 1958.
Biondi morreu em Roma, aos 87 anos. Ele está enterrado no Campo Verano.